# Lenartov
Lenartov (in ungherese Lénártó, in tedesco Lenardshau) è un comune della Slovacchia facente parte del distretto di Bardejov, nella regione di Prešov.

## Storia
Il villaggio viene citato per la prima volta nel 1543 come possedimento della Signoria di Raslavice. Successivamente passò ai Kapy e agli Anhalt. 
Secondo la leggenda il nome del villaggio deriva dal nome del suo fondatore il borgomastro e scultore Lenart (Leonardo).